# Трисульфид дицерия
Трисульфид дицерия — бинарное неорганическое соединение 
церия и серы
с формулой Ce2S3,
кристаллы.

## Получение
- Нагревание стехиометрических количеств чистых веществ:

{\displaystyle {\mathsf {2Ce+3S\ {\xrightarrow {1890^{o}C}}\ Ce_{2}S_{3}}}}

## Физические свойства
Трисульфид дицерия образует кристаллы нескольких модификаций:
- α-Ce2S3, ромбическая сингония, пространственная группа P nma, параметры ячейки a = 0,7513 нм, b = 0,4091 нм, c = 1,5715 нм, Z = 4, структура типа сульфида лантана α-La2S3, существует при температуре ниже 1100°С;
- β-Ce2S3, кубическая сингония, пространственная группа F d3m, параметры ячейки a = 2,031 нм, структура типа трисульфида динеодима β-Nd2S3, существует при температуре выше 1100°С;
- γ-Ce2S3, кубическая сингония, параметры ячейки a = 0,8617÷0,8630 нм [1][2].

Соединение конгруэнтно плавится при температуре 1890°C.